# Празька декларація про європейське сумління та комунізм
Празька декларація про європейське сумління та комунізм (також відома як Празька декларація) — декларація, підписана 3 червня 2008 року низкою відомих європейських політиків, колишніми політичними в'язнями та істориками, в якій міститься заклик до засудження комуністичних злочинів . Декларація була прийнята в ході міжнародної конференції «Європейське сумління і комунізм», яка була організована сенатським комітетом з питань освіти, науки, культури, прав людини і пройшла в  чеському Сенаті з 2 по 3 червня 2008 року, під егідою Александра Вондри, заступника прем'єр-міністра Чеської Республіки з європейських справ.
Декларація також закликає до створення  Європейського дня пам'яті жертв сталінізму та нацизму, який більшістю голосів був затверджений  Європейським парламентом 2 квітня 2009 року.

## Заклики
Усвідомлюючи як мету гідне й демократичне майбутнє нашого Європейського дому; знаючи, що суспільства, які нехтують минуле, не мають майбутнього;
Європа не буде єдиною, поки вона не зможе об'єднати свою історію, визнати комунізм і нацизм як спільний спадок й провести чесне та ретельне вивчення всіх тоталітарних злочинів минулого століття, 
учасники Празької конференції «європейської совісті та комунізму» закликали:
- Визнати те, що багато злочинів, вчинені в ім'я комунізму, повинні бути оцінені як злочини проти людства, щоб стати попередженням для майбутніх поколінь, так само, нацистські злочини були оцінені Нюрнберзьким трибуналом,
- Сформувати загальні підходи щодо злочинів тоталітарних режимів, зокрема комуністичних режимів, та підвищити загальноєвропейську обізнаність про комуністичні злочини, з тим, щоб чітко визначити спільну позицію щодо злочинів комуністичних режимів,
- Прийняття законодавства, що дозволить судам виносити вироки винним в комуністичних злочинах і для виплати компенсацій жертвам комунізму,
- Визнанти комунізм як невід'ємну і страхітливу частину загальної історії Європи,
- Встановити 23-го серпня, в день підписання Гітлером і Сталіним пакту, відомого як пакт Молотова — Ріббентропа, як день поминання жертв як нацистського і комуністичного тоталітарних режимів, так само, Європа пам'ятає жертв Голокосту 27 січня,
- Національними парламентами визнати комуністичні злочини, як злочини проти людства, що призведе до змін відповідного законодавства, і до парламентського моніторингу такого законодавства,
- та інше.

## Підписанти
- Арі Ватанен
- Вацлав Гавел
- Йоахім Гаук
- Йоран Ліндблад
- Вітаутас Ландсбергіс
- Іржі Лиска
- Емануеліс Зінгеріс
- Івонка Сурвілла
- Лукаш Камінський
- Яна Гибашкова
- Крістофер Бізлі
- Тунне Келам
- Мартін Мейстрік
- Яромир Штетіна
- Емануеліс Зінгеріс
- Зенон Позняк
- Ружена Красна
- Іржі Странський
- Вацлава Вашко
- Олександр Подрабінек
- Павел Жачек
- Мирослав Легкий
- Лукаш Камінський
- Майкл Кісенер
- Едвард Стеглік
- Карл Страк
- Ярослав Хутка
- Лукас Пахта